# 世界海賊口調日

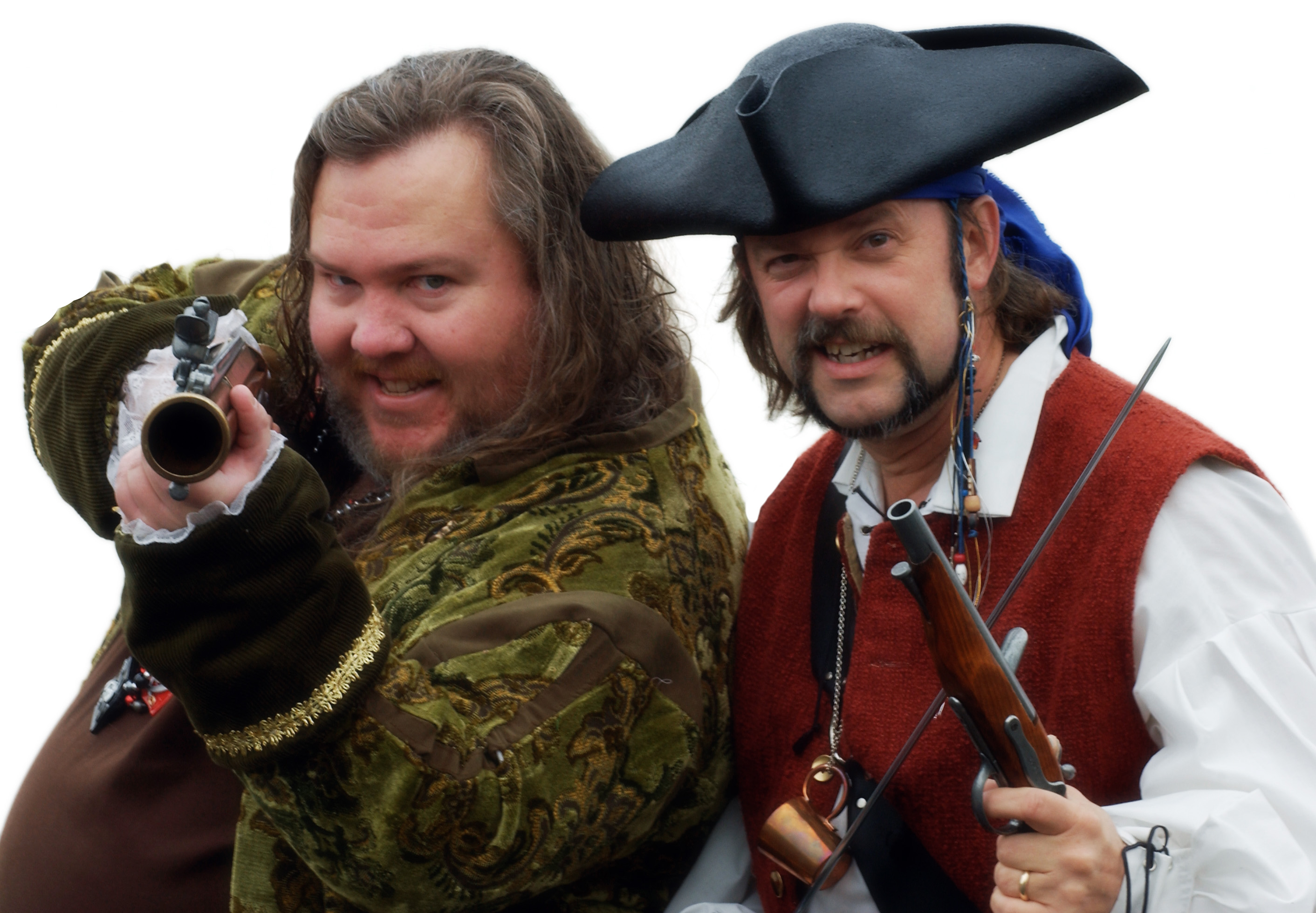
世界海賊口調日の創設者である、「キャップン・スラッピー」(Cap'n Slappy)と「オル・チャンバケット」(Ol' Chumbucket)

世界海賊口調日（せかいかいぞくくちょうび、英語: International Talk Like a Pirate Day、ITLAPD）とは1995年にジョン・バウア（オル・チャンバケット）とマーク・サマーズ（キャップン・スラッピー）がオレゴン州オールバニで始めたパロディ記念日で毎年9月19日に世界中の人達が海賊のように会話をする日と制定されている。
例として、この記念日の参加者は友人に会った時「Hello」ではなく「Ahoy, matey!」と挨拶をする。海賊の黄金時代のロマンチックな視点をモチーフにしており、また空飛ぶスパゲッティ・モンスター教信者のための記念日にもなっている。年によっては9月の第3土曜日に定められているソフトウェアの自由の日（Software Freedom Day）と重なる場合も有る。

## 歴史
サマーズによると、この日はスポーツによる負傷の結果によって生じた唯一の記念日とされていて、サマーズとバウアによるラケットボールの試合中、痛みによって生じた「Aaarrr!」という叫びからこのアイデアが生まれたという。その試合は1995年6月6日に行おうとしたがこの日はD-デイであることから、容易に覚えられると言う理由でサマーズの前妻の誕生日を選んだ。
2人間での最初の内輪による冗談のつもりで2002年に2人はシンジケートユーモアコラムニストであるデイブ・バリーに記念日を発案したという手紙を送ったことで記念日が普及したとしている。バリーはこのアイデアに賛同しこの記念日を広めていった。バリーのコラムで多数のメディアに取り上げられ記念日は現在世界中に広まっており、バウアとサマーズは自身のウェブサイトで書籍やTシャツといった関連グッズを販売している。世界中に広まったという成功の一部は創造性と「バイラル」の成長による記念日を始める努力においてアイデアやトレードマーキングの制限の無さに起因している。
バウアとサマーズの新たな名声を確立したのは2006年9月18日に放送されたABCのワイフ・スワップと言う番組の2006年シーズンプレミアエピソードでバウアの妻であるトリと共に「海賊一家」役で出演したことによるものである。さらにバウアは2008年6月26日に放送されたジェパディ!にて「オレゴン州オールバニの作家兼海賊」として出演した。
義足やオウム、宝の地図が海賊を連想させるものとして広まったのはロバート・ルイス・スティーヴンソンの小説「宝島」によるものでありこの作品はパロディ的な海賊文化に重要な影響を与えた。2008年では記念日の一環として海賊言葉バージョンとなった記念日公式サイトを紹介したFacebookを使った数多くのゲームやウェブサイトにイースターエッグが仕込まれていた。

## 言語的背景
海賊の演技で知られる俳優のロバート・ニュートンによる1950年のディズニー映画「宝島」や1954年のオーストラリア映画「ロング・ジョン・シルバー」でのジョン・シルバー役や1952年の映画「Blackbeard the Pirate」での主人公役はこの記念日において「守護聖人」とされる。ドーセットで生まれ、コーンウォールで教育を受けたニュートンはウェストカントリー方言がネイティブでありこの方言がジョン・シルバーや黒髭の演技で使われており、これが標準的な「海賊アクセント」の起源という主張がいくつかある。
典型的な海賊の唸り声である「Arrr!」（または「Rrrr!」もしくは「Yarrr!」）が最初にフィクション作品に登場したのは早くて1934年の映画「宝島」に出演したライオネル・バリモアでジェフリー・ファーノルの小説「Adam Penfeather, Buccaneer」でも使用する登場人物がいる。しかし、普及し広く思いださせるのは1950年のディズニー映画「宝島」でロバート・ニュートンによるものであり、「rrr」の唸りが海賊を連想させているのは周辺から労働者が押し寄せるイングランドのウェスト・カントリーの主要港から来ていると推測される。一般のウェストカントリー方言や特有のコーニッシュ方言はイギリスの航海方言に大きな影響を与えている。また、コーンウォールが舞台であるギルバート・アンド・サリヴァンのオペレッタ「ペンザンスの海賊」でもこの唸りが出てくるが、当初の演劇では「arrr」は使われず、海賊は「Hurrah」や「pour the pirate sherry」では「rrr」を多用した言葉を使用している。

## 関連文献
- Harland, John (1984). Seamanship in the Age of Sail. Provides a detailed account of the language used by seamen during the age of sail. ISBN 0-87021-955-3
- William Clark Russell（英語版） (1883). Sailors' Language. Dictionary of 19th century sailors' language.